# ГЕС Bryson
ГЕС Bryson – гідроелектростанція у канадській провінції Квебек. Знаходячись між ГЕС Des Joachims (вище по течії) та ГЕС Chenaux, входить до складу каскаду на Оттаві, яка впадає ліворуч до річки Святого Лаврентія (дренує Великі озера).
За дев'яносто кілометрів на північний захід від міста Оттава однойменна річка розділяється на дві протоки, котрі оточують великий – 20 км у довжину та 7 км у ширину – острів Калумет. Неподалік від завершення лівої протоки, котра носить назву Chenal du Grand Calumet та знаходиться повністю на території провінції Квебек, у 1925 році звели бетонну гравітаційну греблю висотою 23 метри та довжиною 446 метрів. Вона не утримує значного водосховища (об’єм резервуару лише 1,1 млн м3), а лише створює умови для подачі води до машинного залу, інтегрованого у праву частину греблі. Також можливо відзначити, що у правій протоці Оттави Chenal du Rocher-Fendu розташована бетонна гравітаційна споруда висотою 11 метрів та довжиною 145 метрів.
В 1925-1949 роках станцію обладнали трьома турбінами, які використовують напір у 18,3 метра та наразі мають загальну потужність 56 МВт.